# Молдабеков, Айтымбай
Айтымбай Молдабеков (15 мая 1924, Акмолинск, КазССР — 21 сентября 2001, Алма-Ата, Республика Казахстан) — советский и казахстанский художник-живописец, монументалист, художник театра, педагог, член Союза Художников СССР, участник Великой Отечественной войны (1941—1945 гг).

## Биография

### Детство, военные годы
Родился в Акмолинске 15 мая 1924 года в семье рабочего Дисеинбаева (Джиенбаева) Молдабека. В 1928 году он попал в детский дом города Петропавловск (позже детский дом был переведён в с. Явленка). С ранних лет интересовался изобразительным искусством.
В 1934 году старший брат Айтымбая, Осербек, забрал его из детского дома. В 1937 вместе с братом Айтымбай переехал в Алма-Ату, отсюда в феврале 1943 его призвали в армию. Служил в кавалерийском полку в Алма-Ате, а затем ушёл на войну. Воевал на 4-м Украинском фронте, затем на 2-м Украинском фронте. Был помощником командира взвода и стрелком из ПТР в 37-м Донском казачьем полку, 11-й гвардейской кавалерийской дивизии. 13 февраля 1944 года, во время Корсунь-Шевченковской операции, был тяжело ранен в правое бедро и колено. Айтымбай был направлен в госпиталь, сначала в Харьков, затем в Баку. Войну закончил в звании старшего сержанта, был награждён орденами Отечественной Войны I и II степени, медалью «За боевые заслуги».

### Художественное училище, первые выставки
После войны Молдабеков работал инкассатором в Нарынколе. По совету брата Айтымбай подал документы в приёмную комиссию Казахского юридического института, но увидев на щите с афишами объявление о приёме учащихся в художественное училище, решил поступать туда. Рисунков и этюдов, обязательных для поступления в училище у него не было, но первые встречи с абитуриентом Молдабековым убедили профессора живописи Черкасского А. М. в достаточных способностях экзаменуемого. Осенью 1945 года Айтымбай стал студентом Казахского республиканского театрально-художественного училища имени Н. В. Гоголя, которое окончил по двум отделениям: художественно-педагогическому (в 1950 году) и театрально-декоративному (в 1952 году).

В 1950 году женился на Гадеевой Таире Салиховне, студентке 2 курса театрально- декоративного отделения. Они прожили вместе 50 лет, воспитав в творческой среде двоих детей, Ирка и Адилэ Молдабековых — тоже художников. 

С 1950 года Айтымбай начал участвовать в выставках. После выставки дипломных работ студентов училища, в конце 1950 года, участвовал в Республиканской Художественной выставке «30 Лет Советского Казахстана.»

### Работа в театре, станковая живопись
В 1952 году Молдабеков начал работать в Государственном академическом театре оперы и балета им. Абая. Являлся одним из первых профессиональных театральных художников-постановщиков. Сначала работал заведующим декорационного цеха, а затем уже главным художником. Им были оформлены более 20 театральных постановок: «Шурале» Яруллина Ф. (1956), «Кащей бессмертный» Римского-Корсакова Н. А. (1957), «Дорогой дружбы» Тлендиева Н., Степанова Л., Манаева E. (1958), «Камбар и Назым» Великанова В. (1959), «Флория Тоска» Пуччини Дж., «Травиата» Верди Дж., «Виндзорские кумушки» Николаи О., «Фауст» Гуно Ш., «Дон Паскуале» Доницетти Г. и другие.
"Волшебное" перевоплощение декораций в художественной постановке «Шурале» 1956 года вызвало зрительские симпатий. Работая в театре, Айтымбай много времени уделял станковой живописи, писал этюды, создавал эскизы. В своих работах Молдабеков стремился к цветовой выразительности и композиционной непосредственности. Более ярко эти качества художника проявились в произведениях: «Трудны годы», «Именем Революции», «Муса Джалиль», «Хозяйка», «Друзья», «Портрет Д. Бенджалина».
В конце 1957 года Айтымбай принял участие в Республиканской Художественной выставке произведений художников Казахстана посвящённой 40-летию Великой Октябрьской Социалистической Революции, которая проходила в Казахской государственной художественной галерее им. Т. Г. Шевченко (нын. Государственный музей искусств Республики Казахстан им. А. Кастеева), в 1958 — в Преддекадной выставке работ художников Казахстана.

В июне 1958 года Министерство культуры Казахской ССР направило Молдабекова на учёбу в Институт живописи, скульптуры и архитектуры им. И. Е. Репина, но в связи с семейными обстоятельствами Айтымбай отказался от этой возможности.

### Союз Художников СССР, Преподавательская Деятельность, Художественный Фонд
С 1959 года являлся Членом Союза Художников СССР. В следующее десятилетие (в 60-х годах) Молдабеков преподавал специальные дисциплины в Алма-Атинском художественном училище имени Н. В. Гоголя. Министерством Культуры Молдабеков был приглашён на должность инспектора по закупу произведений искусств у художников Казахстана и СССР для пополнения фонда художественной галереи и дирекции художественных выставок. Также он занимался организацией работы Дирекции Художественных выставок и проектирования памятников, состоял в экспертной комиссии.
С середины 60-х годов являлся Главным Художником Художественного Фонда Казахстана, позже Съезд Союза Художников избирал Молдабекова председателем этого Фонда. 

В период «Оттепели» приехавшие с дружественной поездкой американские искусствоведы отметили произведения Молдабекова интересными по цветовому решению. Вскоре после их отъезда, Айтымбай получил вскрытую бандероль, где находилась книга репродукций известного французского художника Жоржа Руо, выпущенная издательством «SKIRA», и приглашение посетить США.

Начиная с 50-х годов Молдабеков Айтымбай проводил интересные и глубокие исследования в области восприятия цвета и цветовых сочетаний с точки зрения живописи. Большое значение придавал субъективному восприятию цвета, цветовых и тоновых сочетаний, психологии восприятия больших цветных плоскостей.

### Художественные работы 1960—1975 годов
В период с 1960 по 1975 годы Молдабеков писал картины на военно-патриотическую тему («Годы боевые», «Товарищ», «В тылу», «1942 год», «Земля», «Родина», «Весна 1945 года», «Поверженные знамёна»), на историко-революционную тему («Вагон смерти. Рождение С. Сейфуллина» в соавторстве с художником К. Кузнецовым,) тему труда и отдыха («Коллеги», «Портрет Бекхожина»), семьи, любви, счастья и мира («Портрет Художницы Гадеевой», «Теплый день», «Новый дом», «Портрет сына», «Портрет дочери»)

В своих полотнах Молдабеков стремился к цветовой значимости, к эмоциональному воздействию. Художник работал над обогащением колорита. Акцент делался на содержание, но активность цветовой гаммы становилась эмоциональным моментом картин. Лирическая, светлая нота определяла настроение большого полотна «Весна 1945 года» (1970). 
В этой картине образ героя был сопоставлен с цветущим весенним пейзажем.
Создаваемые Молдабековым произведения, почти, всегда выходили за пределы узконационального искусства. Его герои интернациональны, их идеи общечеловечны. В картине «Аттестат Зрелости» (1974) наиболее полно были выражены внутренние чувства художника, накопленные за прошедшие годы. «Аттестат Зрелости» — это широкий взгляд художника на своё поколение. «Мы всегда были в строю» — вспоминал Молдабеков, комментируя своё произведение, как самовыражение чувств своих сверстников. «Мы понимали, за что идем в бой. Мое поколение и теперь в строю» (1974 год, интервью перед юбилейной выставкой). 

В 1972 издательством «Жазушы» была выпущена открытка по картине Молдабекова «Алмаатинцы в боях за Москву» (1971). Это большое (150*290 мм), насыщенное оттенками красного цвета полотно, которое экспонировалось на выставках в Алма-Ате и Ташкенте.

### Юбилейная выставка
В апреле 1975 года прошла юбилейная выставка Айтымбая Молдабекова. Наряду со значительными, характерными для художника работами, такими как «Портрет профессора консерватории Б. Жилисбаева», «Бану», «Кончилась ваша власть» экспонировались этюды, пейзажи и натюрморты.

Молдабеков также продолжал участвовать в республиканских и всесоюзных выставках. Так, в декабре 1977 года картина «В новую жизнь» была представлена на всесоюзной художественной выставке «Всегда начеку», посвящённой 60-летию Великой Октябрьской социалистической революции и 60-летию советской милиции", проходившей в Москве. Также в Москве в феврале — марте 1978 на всесоюзной художественной выставке была представлена картина "Снайпер П. Абдыбеков " (1975). Работы Молдабекова печатали на обложках журнала «Жулдыз»: «Ленин с детьми» в апреле 1979 года и «Знамя Коммуны» в ноябре 1981 года.

### Несправедливые обвинения, повторное вступление в Союз Художников СССР
В марте 1980 года жена Гадеева — Молдабекова Таира по болезни стала инвалидом I группы. Айтымбай ухаживал за ней, поддерживал и продолжал работать. Но в 1981 году Айтымбай сам попал в беду, его без доказательств обвинили и, хотя он не признал свою вину, осудили на 4 года. Немаловажную роль в травле Молдабекова сыграла небольшая группа художников. Его исключили из Союза Художников, отобрали мастерскую. С 1981 по 1985 годы он отбывал срок в Кушмурунском лагере. В этот период Молдабеков работал художником-оформителем, знакомясь с судьбой осуждённых, создал огромную серию портретов и композиции на эту тему. 

В 1985 году Молдабеков вернулся и начал активно писать картины, собрал фотографии старых работ и подал заявление на повторное вступление в Союз Художников. В 1987 году он безоговорочно повторно вступил в Союз Художников СССР.

### Философские картины
В период «Перестройки» Молдабеков писал картины, посвящённые самосознанию народа, определению точки опоры и пути к будущему («Разговор с предками», «Шакарим. Смерть поэта», «Тюркская легенда», «Алтынсарин», «Схватка Орла и Волка», «Возвращение батыров»).

В эти годы Молдабеков познакомился с послом Франции в Казахстане, господином Бертраном Фессар де Фуко, который регулярно покупал его работы для себя и своих друзей. В середине 90-х годов Молдабеков продал много картин в Турцию, Италию, Японию, США, и Россию.
В этот период Айтымбая увлекали философские темы, эпосы и притчи. Он написал такие произведения как: «Сизифы», «Арба», «Яблоко раздора», «Мария — мать Иисуса», «Прометей», «Икар», серии «Адам и Ева» и «Свадьба по-казахски». В интервью 2000 года Молдабеков сказал: «К старости я пришел к выводу: главнее любви ничего нет. Только любовь двигает жизнь, и это — философия жизни».

### Последние годы, работы, созданные на компьютере
В конце 90-х годов Молдабеков начал осваивать компьютер, и создал в графической программе серию работ, его работы были напечатаны в журнале «Компьютерра». В то же время он продолжал писать натюрморты, пейзажи и картины на философские темы.
21 сентября 2001 года на 78 году жизни Молдабеков скончался после тяжёлой болезни.

## Галерея
- «Портрет сына». Холст, масло. 90*160 см. Молдабеков Айтымбай, 1965 год
- «Хризантемы». Холст, масло. 80*80 см. Молдабеков Айтымбай, 1973 год
- «Салют. Город освобожден». Холст, масло, 150*150 см, Молдабеков Айтымбай, 1991 год
- Работа из серии «Адам и Ева». Холст, масло, 50*40 см, Молдабеков Айтымбай, 1996 год
- «Скалы». Компьютерная графика. Молдабеков Айтымбай, 2000 год
- «Теплая осень». Компьютерная графика. Молдабеков Айтымбай, 2000 год

## Выставки
- Выставка дипломных работ студентов Алма-Атинского художественного училища. Алма-Ата, 1950 год
- Республиканская Художественная выставка «30 лет Советского Казахстана». Алма-Ата, 1950 год
- Выставка дипломных работ Алма-Атинского художественного училища. Алма-Ата, 1952 год
- Республиканская Художественная выставка произведений художников Казахстана, посвящённая 40-летию Великой Октябрьской Социалистической Революции. Алма-Ата, 1957 год
- Преддекадная выставка работ художников Казахстана. Алма-Ата, 1958 год
- Художественная выставка на декаде литературы и искусства Казахстана. Москва, 1958 год
- Республиканская художественная выставка, посвящённая V съезду художников Казахстана. Алма-Ата, 1959 год
- Выставка художников Казахстана, посвящённая 42-й годовщине Октября. Алма-Ата, 1959 год
- Передвижная выставка произведений художников Казахстана. Ташкент, 1960 год
- Республиканская художественная выставка, посвящённая 40-летию Советского Казахстана. Алма-Ата. 1960 год
- Выставка произведений художников Казахстана, посвящённая XI съезду Коммунистической партии Казахстана. Алма-Ата, 1961 год
- Республиканская художественная выставка, посвящённая 40-летию Коммунистической партии Казахстана. Алма-Ата, 1961 год
- Республиканская художественная выставка, посвящённая VI съезду художников Казахстана. Алма-Ата, 1962 год
- Передвижная выставка произведений художников Казахстана в Киргизии. Фрунзе, 1962 год
- Республиканская художественная выставка «Наш Современник». Алма-Ата, 1962 год
- Передвижная выставка произведений художников Казахстана в Татарской АССР. Казань, 1962 год
- Персональная отчётная выставка. Алма-Ата, 1962 год
- Передвижная выставка произведений художников Казахстана. Джамбул, 1963 год
- Передвижная выставка произведений советских художников. Талгар, 1963 год
- Передвижная выставка произведений художников Казахстана «Наш современник». В городах: Алма-Ата, Усть-Каменогорск, Зыряновск, Целиноград, Лениногорск, Семипалатинск, Чимкент, Петропавловск, Павлодар. 1963 год
- Передвижная художественная выставка «Живопись, скульптура, графика Казахстана». Алма-Ата, 1963 год
- Выставка произведений художников Казахстана. Баку, Минск, 1964 год
- Выставка художников Казахстана, посвящённая 150-летию Т. Г. Шевченко. Алма-Ата, 1964 год.
- Выставка произведений художников Казахстана. Алма-Ата, 1964 год
- Художественная выставка «Изобразительное искусство Казахстана». Алма-Ата, 1964 год
- Художественная выставка «Живопись и графика художников Казахстана». Алма-Ата, 1964 год
- Республиканская художественная выставка, посвящённая VII съезду Казахстана. Алма-Ата, 1965 год
- Осенняя республиканская выставка произведений художников Казахстана. Алма-Ата, 1965 год
- Художественная выставка «На страже мира». Алма-Ата, 1965 год
- Художественная выставка «На страже мира и труда». Алма-Ата, 1965 год
- Выставка советского изобразительного искусства. Павлодар, 1965 год
- Передвижная выставка произведений из фондов Дирекции художественных выставок «На страже мира». По городам Казахстана, 1966 год
- Выставка произведений художников театра и кино. Алма-Ата, 1966 год
- Передвижная выставка произведений художников Казахстана. В городах: Душанбе, Горький, Вильнюс, Киев.
- VII Предсъездовская выставка произведений художников Казахстана. Алма-Ата, 1967 год
- Ретроспективная выставка произведений художников Казахстана, посвящённая 50-летию Октября. Алма-Ата, 1967 год
- Республиканская юбилейная художественная выставка «50 лет Октября». Алма-Ата, 1967 год
- Республиканская художественная выставка «Советский Казахстан». Алма-Ата, 1967 год
- Выставка произведений художников Алма-Аты, посвящённая «Неделе изобразительного искусства». Алма-Ата, 1967 год
- Выставка произведений художников Алма-Аты, посвящённая дню 1-го Мая. Алма-Ата, 1967 год
- Выставка произведений художников Алма-Аты, посвящённая дню Победы. Алма-Ата, 1968 год
- Выставка произведений художников Казахстана «50-лет на страже мира», посвящённая 50-летию Советской Армии. Алма-Ата, 1968 год
- Выставка произведений участников Отечественной Войны (1941—1945 гг.), посвящённая дню победы. Алма-Ата, 1969 год
- Выставка произведений художников Казахстана, посвящённая 25-летию Победы советского народа в Великой Отечественной войне. Алма-Ата, 1970 год
- Художественная выставка «Советскому Казахстану 50 лет». Алма-Ата, 1970 год
- Республиканская художественная выставка «По ленинскому пути», посвящённая 100-летию со дня В. И. Ленина. Алма-Ата, 1971 год
- Республиканская художественная выставка «Художники — комсомолу Казахстана», посвящённая 50-ЛКСМ Казахстана. Алма-Ата, 1971 год
- Художественная выставка, посвящённая XXIV съезду КПСС и XIII съезду Компартии Казахстана. Алма-Ата, 1971 год
- Художественная выставка «Изобразительное искусство Казахстана». Москва, 1971 год
- Художественная выставка «Изобразительное искусство Казахстана». Алма-Ата, 1971 год
- Республиканская художественная выставка, посвящённая 125-летию со дня рождения Абая. Алма-Ата, 1971 год
- Художественная выставка в дни литературы и искусства Казахстана в Узбекистане. Ташкент, 1971 год
- Художественная выставка «Изобразительное искусство Казахстана». Киев, 1971 год
- Зональная выставка произведений художников Средней Азии и Казахстане. Москва, 1972 год
- Художественная выставка «Изобразительное искусство Казахстана», посвящённая IX съезду художников республики. Алма-Ата, 1973 год
- Передвижная выставка произведений художников Казахстана «Изобразительное искусство Казахстана», посвящённая 50-летию образования СССР. Брянск, Калуга, Тамбов, 1973 год
- Персональная выставка, посвящённая 50-летию со дня рождения и 25-летию творческой деятельности Молдабекова Айтымбая. Алма-Ата, 1975 год
- Всесоюзная художественная выставка «Всегда начеку», посвящённая шестидесятилетию Великой Октябрьской социалистической революции и шестидесятилетию советской милиции. Москва, 1977 год
- Республиканская художественная выставка «Всегда начеку», посвящённая шестидесятилетию Великой Октябрьской социалистической революции и шестидесятилетию советской милиции. Алма-Ата, 1977 год
- Всесоюзная художественная выставка «60 героических лет». Москва, 1978
- Выставка произведений художников Казахстана, посвящённая 50-летию Победы в Великой Отечественной войне. Алматы, 1995 год

## Награды
- Медаль «За трудовое отличие» (3 января 1959) — за выдающиеся заслуги в развитии казахского искусства и литературы и в связи с декадой казахского искусства и литературы в гор. Москве
- Орден Отечественной Войны I степени
- Орден Отечественной Войны II степени
- Медаль «За боевые заслуги»
- Медаль «За освоение целинных земель»
- Юбилейная медаль «Сорок лет Победы в Великой Отечественной войне 1941—1945 гг.»
- Юбилейная медаль «Тридцать лет Победы в Великой Отечественной войне 1941—1945 гг.»
- Знак «25 лет победы в Великой Отечественной войне»
- Юбилейная медаль «Двадцать лет Победы в Великой Отечественной войне 1941—1945 гг.»
- Юбилейная медаль «60 лет Вооружённых Сил СССР»
- Юбилейная медаль «50 лет Вооружённых Сил СССР»